# Gonyleptoides
Gonyleptoides is een geslacht van hooiwagens uit de familie Gonyleptidae.
De wetenschappelijke naam Gonyleptoides is voor het eerst geldig gepubliceerd door Roewer in 1913. 

## Soorten
Gonyleptoides omvat de volgende 3 soorten:
- Gonyleptoides acanthoscelis
- Gonyleptoides curvifemur
- Gonyleptoides marumbiensis